# Amydrium
- Commons
- Wikispecies

Amydrium Schott  é um género botânico pertencente à família Araceae.

## Sinonímia
- Epipremnopsis  Engl.

## Espécies
- Amydrium hainanense
- Amydrium humile
- Amydrium magnificum
- Amydrium medium
- Amydrium sinense
- Amydrium zippelianum